# Theda Skocpol
Theda Skocpol (Detroit, Míchigan, 4 de mayo de 1947) es una socióloga y politóloga estadounidense. Actualmente es profesora de Gobierno y Sociología en la Universidad de Harvard. Skocpol es conocida como una defensora de los enfoques histórico-institucionales y comparativos, así como por su "teoría de la autonomía estatal".
En la sociología histórica, las obras y opiniones de Skocpol se han asociado con la escuela estructuralista. A modo de ejemplo, argumenta que las revoluciones sociales pueden ser mejor explicadas por su relación con las estructuras específicas de las sociedades agrícolas y sus respectivos estados. Tal enfoque difiere mucho de los más "conductistas", que tienden a enfatizar el papel de las "poblaciones revolucionarias", la "psicología revolucionaria" y/o la "conciencia revolucionaria" como factores determinantes de los procesos revolucionarios.
Ha escrito extensamente para audiencias populares y académicas. Actualmente sus investigaciones se centran en "la política social estadounidense y el compromiso cívico en la democracia estadounidense, incluidos los cambios desde la década de 1960". Recientemente ha lanzado nuevos proyectos sobre el desarrollo de la educación superior estadounidense y sobre las transformaciones de las políticas federales estadounidenses en la era Obama".

## Biografía
Obtuvo su BA en la Universidad Estatal de Míchigan en 1969. Luego pasó a obtener su MA (1972), y Ph.D. en la Universidad de Harvard (1975). Mientras asistía a la Universidad de Harvard , Skocpol estudió con Barrington Moore Jr.
Entre 1975 y 1981, Skocpol sirvió como Asistente y profesora Asociada de Sociología, en la Universidad de Harvard . Durante este tiempo, Skocpol publicó su primero de muchos libros con base en su tesis de doctorado, Estados y revoluciones sociales: Un análisis comparativo de las revoluciones sociales en Rusia, Francia y China (1979). Algunos de sus trabajos posteriores se centraron en la metodología y la teoría, incluyendo el volumen coeditado Traer el Estado de nuevo , que anunció un nuevo enfoque para los científicos sociales sobre el Estado como agente de cambio social y político.
A principios de los años 80, Skocpol alegó públicamente que la Universidad de Harvard había negado su tenencia (1980) porque era una mujer. Este cargo fue investigado por un comité de revisión interna. En 1981, Skocpol comenzó a trabajar en la Universidad de Chicago . Skocpol sería durante cinco años profesora asociada de sociología, ciencia política, de ciencias sociales y directora del Centro para el estudio de las sociedades industriales. En 1984, la Universidad de Harvard finalmente ofreció a la Doctora Skocpol un puesto a tiempo completo (fue la primera vez que se ofreció a una socióloga), que ella aceptó. Desde 1986 hasta la actualidad, Skocpol ha ocupado diversos cargos en la Universidad de Harvard, entre los que destacan: Profesora de Sociología; Directora del Centro de Estudios Políticos Americanos; Decana de la Escuela de Graduados de Artes y Ciencias; y actualmente es Profesora de Gobierno y de Sociología “Victor S. Thomas Professor of Government and Sociology”.

## Distinciones
A lo largo de su carrera, la Dra. Skocpol ha desempeñado muchos cargos en varias organizaciones académicas y profesionales, algunos de los cuales son: Presidenta de la Sección de Política e Historia, Presidenta y posteriormente miembro del Consejo de la Asociación Estadounidense de Ciencia Política (1991-1996). De más de cien presidentes pasados, desde 1903, solo unas diez mujeres han ocupado ese cargo. Skocpol es también Fundadora y Coeditora de Princeton Studies in American Politics: Historical, Comparative, and International Perspectives (1993 - presente); y Asesora Principal en Ciencias Sociales del Instituto Radcliffe de Estudios Avanzados (2006-2008).
De acuerdo con su curriculum vitae Skocpol se ha distinguido por más de veinte premios y distinciones, algunas de las cuales son: C. Wright Mills Premio de la Sociedad para el Estudio de los Problemas Sociales en 1979; fue elegida en la Sociedad Filosófica Americana 2006; y fue elegida en la Academia Nacional de Ciencias en 2008. Su libro Protecting Soldiers and Mothers (1992) fue galardonado con el Woodrow Wilson Award 1993 por el mejor libro de ciencia política de la American Political Science Association.
En 2007 recibió el Premio Johan Skytte de Ciencia Política , uno de los premios más prestigiosos del mundo en ciencias políticas por su "visionario análisis de la importancia del Estado para las revoluciones, el bienestar y la confianza política, perseguido con profundidad teórica y empírica evidencia."
En 2015, fue nombrada Andrew Dickson White professor en la Universidad Cornell .

## Principales trabajos y contribuciones

### Estados y revoluciones sociales (1979)
El libro más famoso de la Dra. Skocpol es: Estados y Revoluciones Sociales: Análisis Comparativo de las Revoluciones Sociales en Rusia , Francia y China (1979), este lanza una crítica a cómo la mayoría de las teorías solo explican la acción directa para provocar revoluciones. Para refutar estas teorías argumenta que las revoluciones sociales son transformaciones fundamentales de rápido desarrollo de las estructuras estatales y de clase de la sociedad. Sckopol incluye la estructura involucrada en la creación de una situación revolucionaria que puede conducir a una revolución social - una que cambia las instituciones cívicas y el gobierno una vez que la administración y las ramas militares se derrumban.
En su texto, Skocpol "ofrece un marco de referencia para analizar las transformaciones social-revolucionarias en la historia del mundo moderno" y discute y compara las causas de la " Revolución Francesa " de 1787-1800, La Revolución Rusa de 1917-1921 y La Revolución China de 1911-1949.
Según Skocpol, hay dos etapas para las revoluciones sociales: una crisis de estado y la aparición de una clase dominante para aprovechar una situación revolucionaria. La crisis de estado emerge de Una conjunción de factores históricos como una economía pobre, desastres naturales, escasez de alimentos o preocupaciones de seguridad. Los líderes de la revolución también tienen que hacer frente a estas limitaciones, y su manejo de ellas afecta cómo bien restablecen el estado.
Skocpol utiliza la lucha de clases del marxismo para afirmar que las principales causas del malestar social son las estructuras sociales del Estado, las presiones competitivas internacionales, las manifestaciones internacionales y las relaciones de clase. Los críticos sugieren que Skocpol ignora el papel de los individuos y la ideología y utiliza diversas estrategias metodológicas comparativas.

### Proteger a los soldados y a las madres (1992)
En este libro, Skocpol considera el aumento de los beneficios para los veteranos de la Guerra Civil y sus familias como resultado de la política partidista competitiva, así como mayores medidas adoptadas en los movimientos de mujeres. Los soldados y las madres se beneficiaron del gasto social, regulaciones laborales y educación sanitaria a través de clubes reformadores de mujeres en todo el país. Simultáneamente, Skocpol refuta su afirmación de que los teóricos habían ignorado el poder independiente de los estados en su teoría de la autonomía estatal, explicando que "mi marco de referencia teórico centrado en el estado se había convertido en un enfoque completamente centrado en la política", lo que significa que los movimientos sociales, grupos y partidos políticos deben tener su debido poder en el poder de comprensión en América ".
La Dr. Skocpol explica cómo los clubes y asociaciones llenan el vacío dejado por menos burocracias y una iglesia oficial en todo el país, ofreciendo un estudio de caso en cómo las mujeres lograron obtener derechos laborales, pensiones, salario mínimo y clínicas de salud natal subsidiadas. Además, Skocpol señala que las mujeres fueron capaces de superar la disparidad de clase para lograr estos objetivos, trabajando a nivel nacional, influyendo en representantes con libros, TV, revistas y reuniones.

### Democracia disminuida (2003)
Disminución de la democracia discute los cambios en la participación pública de los Estados Unidos. y su reciente declive relativo. Skocpol habla de cómo invertirlo al explicar cómo los Estados Unidos se convirtieron en una nación cívica, los organizadores de ese movimiento, la gestión de las organizaciones cívicas, los cambios en ellos, los efectos nocivos de ese cambio y cómo recrear un sentido de ciudadanía.
Puesto que cada vez menos estadounidenses se unen a grupos voluntarios que se reúnen con frecuencia, ha habido una proliferación de grupos sin fines de lucro liderados por élites que pueden interactuar con el gobierno, pero no con la gente. La Doctora Skocpol provoca al lector con la idea de que la participación cívica se convertirá algún día en otro trabajo y no en una responsabilidad civil.

## Publicaciones escogidas
En inglés
- Skocpol, Theda (1979). States and Social Revolutions: A Comparative Analysis of France, Russia, and China. Canto Classics. Cambridge, England: Cambridge University Press. ISBN 9780521294997.
- Skocpol, Theda (1992). Protecting Soldiers and Mothers: The Political Origins of Social Policy in the United States. Cambridge, Massachusetts: Belknap Press of Harvard University Press. ISBN 9780674717657.
- Skocpol, Theda (1994). Social Revolutions in the Modern World. Cambridge Studies in Comparative Politics. Cambridge, England: Cambridge University Press. ISBN 9780521409384.
- Skocpol, Theda (1995). Social Policy in the United States: Future Possibilities in Historical Perspective. Princeton, New Jersey: Princeton University Press. ISBN 9780691037851.
- Finegold, Kenneth; Skocpol, Theda (1995). State and Party in America's New Deal. Madison, Wisconsin: University of Wisconsin Press. ISBN 9780299147648.
- Skocpol, Theda (1996). Boomerang: Clinton's Health Security Effort and the Turn Against Government in U.S. Politics. New York, New York: W. W. Norton & Company. ISBN 9780393039702.
- Skocpol, Theda (1997). Boomerang: Health Reform and the Turn Against Government. New York, New York: W. W. Norton & Company. ISBN 9780393315721.
- Skocpol, Theda (2000). The Missing Middle: Working Families and the Future of American Social Policy. The Century Foundation. New York, New York: W. W. Norton & Company. ISBN 9780393321135.
- Skocpol, Theda (2003). Diminished Democracy: From Membership to Management in American Civic Life. The Julian J. Rothbaum Distinguished Lecture Series 8. Norman, Oklahoma: University of Oklahoma Press. ISBN 9780806150178.
- Skocpol, Theda; Liazos, Ariane; Ganz, Marshall (2006). What a Mighty Power We Can Be: African American Fraternal Groups and the Struggle for Racial Equality. Princeton, New Jersey: Princeton University Press. ISBN 9780691122991.
- Skocpol, Theda; Bartels, Larry M; Edwards, Mickey; Mettler, Suzanne (2012). Obama and America’s Political Future. Cambridge, Massachusetts: Harvard University Press. ISBN 9780674071643.
- Skocpol, Theda; Williamson, Vanessa (2012). The Tea Party and the Remaking of Republican Conservatism. Oxford: Oxford University Press. ISBN 9780199832637.